# Ducado de San Miguel

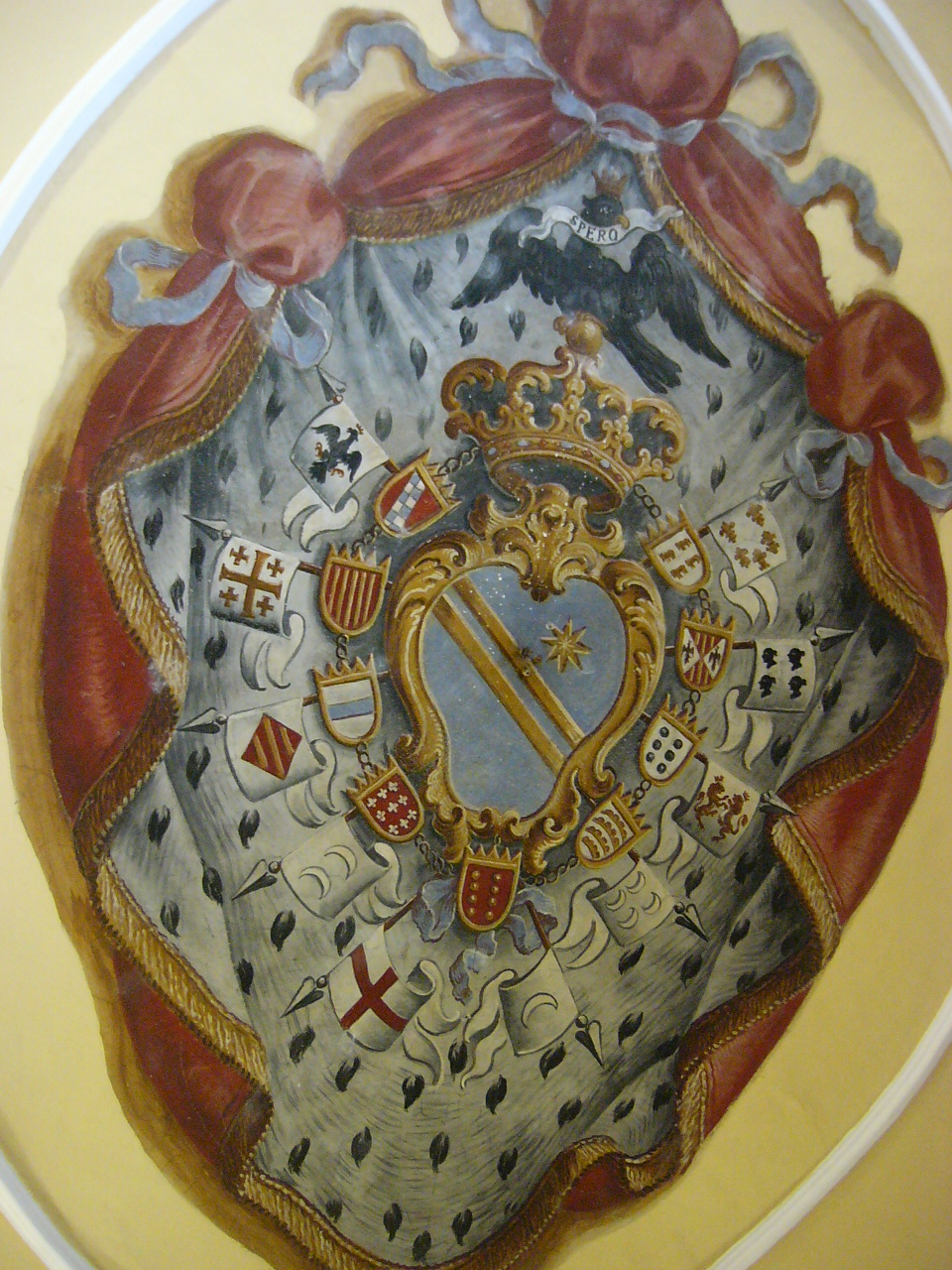
Armas de los Gravina, con corona y manto de grandes de España, pintadas en un techo del Palacio de los Gravina y Cruillas en Catania.

El ducado de San Miguel (en italiano, ducea di San Michele) es un título nobiliario español, que goza de grandeza de España desde 1721.
Fue concedido en Sicilia por el rey Felipe IV de España mediante privilegio o real despacho del 23 de abril de 1625, ejecutoriado el 5 de julio siguiente, que erigía en ducado la baronía de San Miguel de Gancería en cabeza de Juan Gravina y Cruillas y Gioeni, barón de dicho feudo y título jure uxoris.
El concesionario era hijo segundo de Fernando Gravina y Cruillas y Moncada, natural y marqués de Francofonte, barón de Palagonia y de Escordia Superior, pretor de Palermo y vicario general del reino de Sicilia, y de Beatriz Gioeni, su mujer, natural de Palermo. Poseía las baronías de Gancería, Salseta y Montaña (Ganzaria, Salsetta e Montagna) por derecho de Josefa Gravina y Cruillas, su mujer, que fue hija y sucesora de los anteriores barones: Sancho Gravina y Emilia Gravina, consortes y descendientes ambos de una línea menor del mismo linaje. Todo en Sicilia.
El ducado tomaba denominación de la localidad de San Miguel de Gancería (San Michele di Ganzaria), situada cerca de Caltagirone, en la provincia de Catania. Este feudo y comune fue fundado en 1420 por Antonio Gravina en un lugar entonces despoblado donde existía una ermita del siglo XII dedicada a San Miguel y llamada chiesetta dei Francesi. El fundador repobló aquella tierra con colonos albaneses, y obtuvo del rey Alfonso V de Aragón la erección del feudo en baronía, que se sucedió en su descendencia hasta la mujer del primer duque.
El rey Felipe V concedió la grandeza de España de primera clase para unir a este título por real despacho del 19 de agosto de 1721, en favor de Juan Gravina y Requesens, II príncipe de Montevago y V duque de San Miguel. El título  de príncipe de Montevago, también de Sicilia, había sido concedido a su padre, Jerónimo Gravina y Cruillas y Girota, IV duque de San Miguel, biznieto del primer duque.
Perteneció a esta casa el capitán general Federico Gravina y Nápoli (1756-1806), insigne marino, héroe de Trafalgar, que murió de resultas de las heridas que recibió en esta batalla. Era hijo segundo de Juan Gravina y Moncada, III príncipe de Montevago y VI duque de San Miguel, y de Leonor de Nápoli y Monteaperto, de los príncipes de Resuttano.
A raíz de su creación, el ducado de San Miguel se sucedió como título de Nápoles, después de las Dos Sicilias. En 1903 fue reconocido como título italiano por el rey Víctor Manuel III, en favor de Pasquale Gravina e Cruyllas. Y en 1948 fue convertido en título español con grandeza mediante decreto del entonces jefe del Estado, Francisco Franco, que lo rehabilitaba a favor de José María Castillejo y Wall, V conde de Floridablanca. Esta rehabilitación se otorgó «a tercer titular», cláusula por la que la Administración española solo reconocía como poseedores legales de la merced —de entre los anteriores duques— al primer titular y al concesionario de la grandeza.

## Desambiguación
En 1855 la reina Isabel II concedió un nuevo título con la misma denominación de duque de San Miguel, sin relación alguna con el ya existente, al capitán general Evaristo Fernández de San Miguel y Valledor (1785-1862), hijo de Juan Fernández de San Miguel y de Rita Valledor y Navia. Esta merced era de carácter vitalicio, y por tanto quedó extinguida después de los días del concesionario.
El ducado de San Miguel que se ha ido sucediendo, y el que está en vigor en España, es el siciliano: creado en 1625 por Felipe IV.

## Lista de duques de San Miguel
|                                                           | Titular                                                   | Periodo                                                   |
| Título de las Dos Sicilias Creado por Felipe IV de España | Título de las Dos Sicilias Creado por Felipe IV de España | Título de las Dos Sicilias Creado por Felipe IV de España |
| --------------------------------------------------------- | --------------------------------------------------------- | --------------------------------------------------------- |
| I                                                         | Juan Gravina y Cruillas                                   | 1625-                                                     |
| II                                                        | Jerónimo Gravina y Cruillas                               |                                                           |
| III                                                       | Juan Gravina y Cruillas                                   |                                                           |
| IV                                                        | Jerónimo Gravina y Cruillas y Girota                      |                                                           |
| V                                                         | Juan Gravina y Requesens                                  | -1736                                                     |
| VI                                                        | Juan Gravina y Moncada                                    | 1736-                                                     |
| VII                                                       | Jerónimo Gravina y di Nápoli                              | -1808                                                     |
| VIII                                                      | Salvador Gravina y Grifeo                                 | 1808-1848                                                 |
| Título italiano Reconocido por Víctor Manuel III          |                                                           |                                                           |
|                                                           | Pasquale Gravina e Cruyllas                               | 1903-                                                     |
|                                                           |                                                           | -                                                         |
| Título español Rehabilitado por Francisco Franco          |                                                           |                                                           |
| III                                                       | José María Castillejo y Wall                              | 1948-1955                                                 |
| IV                                                        | Juan Bautista Castillejo y Ussía                          | 1955-1973                                                 |
| V                                                         | Juan Bautista Castillejo y Oriol                          | 1975-hoy                                                  |

## Historia genealógica
• Juan Gravina y Cruillas, I duque de San Miguel. Casó con Josefa Gravina y Cruillas, baronesa de San Miguel de Gancería, de Salseta y de Montaña, hija y sucesora de Sancho Gravina y Cruillas, poseedor de las mismas baronías, y de Emilia Gravina, su mujer, descendientes ambos de una línea menor del mismo linaje. Sucedió su hijo

• Jerónimo Gravina y Cruillas, II duque de San Miguel. Casó con N. Bonanno. Padres de

• Juan Gravina y Cruillas, III duque de San Miguel. Casó con Jerónima Girota, natural de Palermo. Padres de

• Jerónimo Gravina y Cruillas y Girota, I príncipe de Montevago, IV duque de San Miguel. Casó con Jerónima de Requesens, de los condes de Miranda del Castañar. Padres de

• Juan Gravina y Requesens (c.1690-1736), II príncipe de Montevago, V duque de San Miguel (el II reconocido por España), concesionario de la grandeza por real despacho de 19 de agosto de 1721. Sucedió su hijo

• Juan Gravina y Moncada, III príncipe de Montevago, VI duque de San Miguel. Casó con Leonor de Nápoli y Monteaperto, de los príncipes de Resuttano. Padres de

• Jerónimo Gravina y Nápoli (1747-a.1808), IV príncipe de Montevago, VII duque de San Miguel. Casó con N. Grifeo. En 1808 sucedió su hijo

• Salvador Gravina y Grifeo (1783-1848), V príncipe de Montevago, VIII duque de San Miguel.

### Rehabilitación como título español
Por decreto de 29 de septiembre de 1948, el ducado de San Miguel fue convertido en título español y rehabilitado, con grandeza de España, en favor de

• José María Castillejo y Wall (c.1896-1962), V conde de Floridablanca, III duque de San Miguel en España, dos veces grande de España, X marqués de Hinojares, ingeniero de caminos, canales y puertos, caballero de las Órdenes de Santiago y Malta, maestrante de Granada, que falleció el 20 de enero de 1962. Hijo de Juan Bautista de Castillejo y Sánchez de Teruel, IV conde de Floridablanca, y de María de la Concepción Wall y Diago, su mujer, IX marquesa de la Cañada y VII condesa de Armíldez de Toledo, de los condes de los Arenales.

Casó con María del Pilar Ussía y Díez de Ulzurrun (n. 1905), III marquesa de Aldama, concesionaria de la grandeza agregada a este título en 1922, y II marquesa de Colomo, hija de Francisco de Ussía y Cubas, II marqués de Aldama, y de María de los Dolores Díez de Ulzurrun y Alonso. Tuvieron tres hijos:
1. José Francisco Castillejo y Ussía (1913-1917),
2. Juan Bautista Castillejo y Ussía, que sigue,
3. y Alfonso Castillejo y Ussía (†1977), IV marqués de Aldama, que contrajo matrimonio con Casilda Fernández de Córdoba y Rey, XIX duquesa de Cardona, grande de España, la cual volvió a casar con Antonio Guerrero Burgos, de quien tuvo prole en que sigue el ducado. Hija menor de Luis Fernández de Córdoba y Salabert, XVII duque de Medinaceli, etc., numerosas veces grande de España, caballero de las Órdenes del Toisón de Oro, Santiago y Malta y gran cruz de Carlos III, etc., y de María de la Concepción Rey y de Pablo Blanco, su tercera mujer. Sin descendencia.

Por cesión, orden publicada en el BOE del 30 de octubre de 1955, y carta de 27 de abril de 1956, sucedió su hijo

• Juan Bautista Castillejo y Ussía,  VI conde de Floridablanca, IV duque de San Miguel, dos veces grande de España, XI marqués de Mejorada del Campo, XI de la Cañada, XI de Hinojares y III de Colomo. Nació el 2 de noviembre de 1926 en Madrid, donde falleció el 17 de diciembre de 1973.

Casó con María de Oriol e Ybarra, nacida en Sevilla el 13 de febrero de 1937 y finada el 3 de septiembre de 1970 en Santiago de la Ribera (Murcia), hija de José María de Oriol y Urquijo, marqués de Casa Oriol, procurador en Cortes, alcalde de Bilbao, presidente de Hidrola y de Talgo, vicepresidente de Fenosa, consejero del Banesto, etc., gran cruz al Mérito Civil y académico de Ciencias Morales, y de María de Gracia de Ybarra y Lasso de la Vega, su mujer, de los condes de Ybarra. Fueron padres de:  
1. María Castillejo y Oriol, XII marquesa de la Cañada, nacida el 7 de febrero de 1957. Casó con Antonio de León y Borrero, hijo de Eduardo de León y Manjón, VIII conde de Lebrija, y de Lucía Borrero y Hortal. Con descendencia.
2. Catalina Castillejo y Oriol, marquesa de Mejorada del Campo, nacida el 24 de abril de 1958. Casó con Luis Ignacio Recasens y Sánchez-Mejías, licenciado en Medicina, natural de Sevilla. Este médico obstetra y ginecólogo atendió en 2005 el nacimiento de la princesa Leonor, hija mayor de los actuales reyes de España. Pertenece a la cuarta generación de una dinastía de ginecólogos iniciada por el barcelonés Sebastián Recasens y Girol, su bisabuelo, catedrático y decano de la Facultad de Madrid, académico de la Real de Medicina, gran cruz de Isabel la Católica,[8] que atendió en sus embarazos y partos a la reina Victoria Eugenia.[9] Tienen dos hijos.
3. María de los Dolores Castillejo y Oriol, XII marquesa de Hinojares, que nació en Madrid el 20 de mayo de 1959. Casó en Gerena (Sevilla) el 15 de mayo de 1997 con Miguel Ángel Velarde y Enjuto, nacido en Madrid el 15 de febrero de 1957, hijo de Miguel Ángel Velarde y Ruiz de Cenzano, embajador de España, y de María de las Nieves Enjuto y García-Ramos. Con prole.
4. Casilda Castillejo y Oriol, IV marquesa de Colomo, que nació el 31 de marzo de 1961. Casó con José Eduardo Serra y Arias, nacido en Sevilla el 14 de enero de 1955, hijo de Carlos Serra Vázquez y de María del Rosario Arias de Solís. Con posteridad.
5. José María Castillejo y Oriol, VII conde de Floridablanca, V marqués de Aldama, dos veces grande de España, conde de Armíldez de Toledo y de la Fuente del Saúco, caballero de la Orden de Malta, nacido en Madrid el 28 de marzo de 1962. Casó con Ana María Chico de Guzmán y March, nacida en Madrid el 9 de enero de 1975, hija de Francisco Javier Chico de Guzmán y Girón, VI duque de Ahumada y IX marqués de las Amarillas, grande de España, natural de Madrid, y de Leonor March Cencillo, V condesa de Pernía, que lo es de Palma de Mallorca, donde casaron el 11 de mayo de 1970. Con sucesión.
6. Juan Bautista Castillejo y Oriol, que sigue.
7. Y María de las Mercedes Castillejo y Oriol, que casó en octubre de 1989, en la ermita de la Virgen de la Encarnación en la finca El Esparragal de Gerena, con César Alba Beteré, hijo de Francisco Alba Ayala y de María de los Dolores Beteré Cabeza.

### Actual titular
Por distribución y posterior fallecimiento del precedente, orden publicada en el BOE del 4 de enero de 1975, y carta del generalísimo Franco del 4 de junio de 1975, sucedió su hijo segundogénito:

• Juan Bautista Castillejo y Oriol, V y actual duque de San Miguel, nacido en Madrid el 29 de mayo de 1964.

Casó el 17 de junio de 1989 con Valeria Barreiros y Cotoner, nacida el 5 de febrero de 1966, hija del empresario orensano Valeriano Barreiros Rodríguez y de Marta de Cotoner y Martos, su mujer, condesa de Coruña, de los marqueses de Mondéjar. Tienen por hijos a
1. Valeria Castillejo y Barreiros, nacida en Madrid el 14 de agosto de 1990,
2. Victoria Castillejo y Barreiros, nacida en Madrid el 14 de mayo de 1992,
3. y Juan Bautista Castillejo y Barreiros, nacido en Madrid el 10 de diciembre de 1999.